# Enrique Trénor Montesinos
Enrique Trénor Montesinos Bucelli y Sacristán (Valencia, 26 de abril de 1861- Valencia, 6 de diciembre de 1928) fue un aristócrata y político español, conde de Montornés (por el matrimonio con María de la Caridad Despujol Rigalt) y de la Vallesa de Mandor.

## Biografía
Nacido en Valencia el 26 de abril de 1861, comenzó sus estudios en el Colegio de San José de Tivoli, Burdeos, para luego estudiar ciencias en la Universidad de Valencia, y se doctoró en la Universidad Central de Madrid. Amplió sus estudios en Bélgica y en Reino Unido, y cuando volvió a España se dedicó a aplicar lo que había aprendido en la mejora de sus fincas. Fue presidente de la Comisión Internacional de Agricultura de París, representante español en el Instituto Internacional de Agricultura de Roma y miembro de la Academia Nacional de Agricultura de Francia.
Militó en el Partido Conservador, pero fue elegido diputado a Cortes como independiente por el distrito de Chiva en las elecciones generales de 1918 y por el de Valencia en los comicios de 1919, donde defendió corporativamente los intereses de los grandes propietarios agrarios. Fue senador en 1921, pero no llegó a jurar. Promovió el sindicalismo corporativo agrario en Cheste, Benifayó y Paterna y en 1921 organizó congresos internacionales de viticultura y riegos. Fue nombrado vicepresidente de la Asociación de Agricultores de España y Miguel Primo de Rivera lo nombró representante de actividades de la vida nacional en 1927, ejerciendo de miembro de la Asamblea Nacional Consultiva entre 1927 y su fallecimiento, que se produjo el 6 de diciembre de 1928 en su ciudad natal.